# قائمة الأفلام المصرية سنة 1989
هذه قائمة بالأفلام المصرية لعام 1989 مرتبة أبجديا

## قائمة الأفلام
- أيام الغضب
- الأراجوز
- الحقونا
- الدنيا على جناح يمامة
- العميل رقم 13
- الملائكة لا تسكن الأرض
- جحيم تحت الماء
- خيانة
- قلب الليل
- كراكيب
- شقة الأستاذ عليوة
- ولاد الإيه
- يا عزيزي كلنا لصوص
- كابوس
- اللعب بالنار